# Sirinhaém
Sirinhaém là một đô thị thuộc bang Pernambuco, Brasil. Đô thị này có diện tích 356,74 km², dân số năm 2007 là 36483 người, mật độ 102,27 người/km².